# Райсдорф (Шлезвиг-Гольштейн)
Райсдорф (нем. Raisdorf) — посёлок в Германии, в земле Шлезвиг-Гольштейн. 
Входит в состав района Плён. Население 7611 чел. Занимает площадь 11,29 км². Официальный код  —  01 0 57 064. 